# Iveco Eurostar

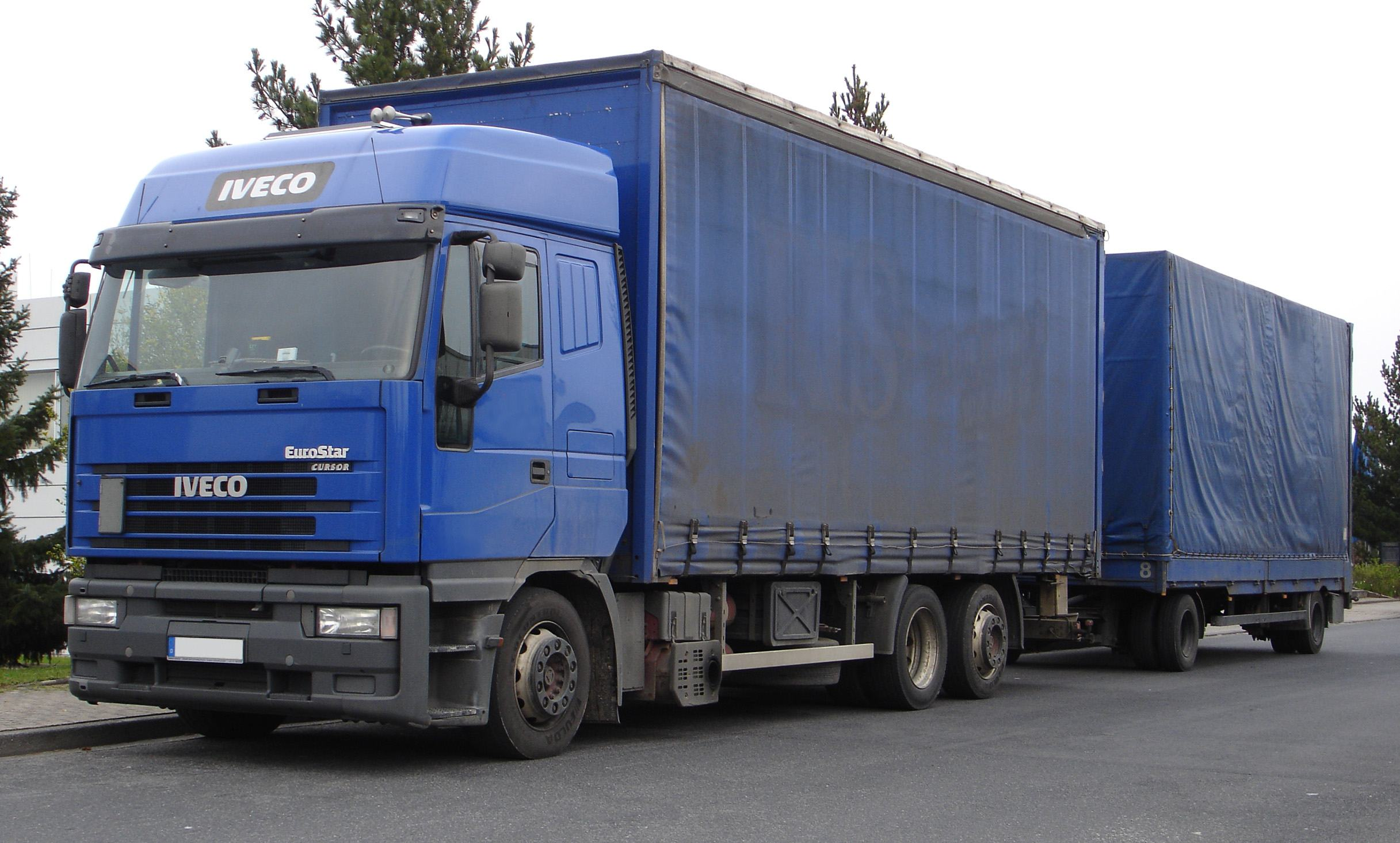
Iveco Eurostar.

El Iveco Eurostar es un modelo de camión producido por Iveco, diseñado para transporte pesado y para recorrer largas distancias.
En 1993 la gama de camiones Iveco se renueva totalmente: el modelo Eurocargo es presentado en 1991 y el Eurotech en 1992. Posteriormente se lanzó el modelo Eurotrakker, diseñado para el sector de la construcción, y el modelo Eurostar, que es el heredero del modelo Iveco Turbostar, que tuvo buena aceptación en el mercado.

## Motorizaciones
El modelo EuroStar fue equipado inicialmente con tres tipos diferentes de motorizaciones: un motor 6 cilindros de 9.495cc que otorgaba 375 caballos a 2100 r.p. m., otro motor de 6 cilindros de 13.798cc que otorgaba 420 caballos , montado también en el Eurotech y, además de éstos, un motor de 8 cilindros en V, que otorgaba 514 caballos a 1800 r.p. m., este último derivo de una modernización notable del V8 que equipó el Turbostar 190-48. Sin embargo, en 1995, en la planta de Iveco de Turín se desarrolló un nuevo motor de 6 cilindros en línea de 13.798cc que suministraba 469 caballos a 1800 r. p. m.
Los modelos Eurotech E38 y Eurostar E38 y E47 fueron equipados con una caja de cambios automática, denominada "EuroTronic". La misma fue desarrollada por Iveco junto a ZF.
Entre 1998 y 1999, Iveco introdujo los motores "cursor", que cumplían con las normas Euro 2 y sucesivamente Euro 3. En 2002 se desarrolla el Stralis, equipándolo con el motor "Cursor".
A partir de los motores "cursor" que equiparon al Eurostar se desarrollaron dos nuevas motorizaciones, ambas se denominaron "Cursor 10" (10.308 cc), y otorgaban 400 y 430 caballos; poco tiempo después se desarrolla el "Cursor 13", que otorgaba 460 caballos, bajo la norma Euro 2 y 480 caballos, bajo la norma Euro 3.